# Онишкевич Мирослав Григорович
Онишке́вич Григо́рович Миросла́в (псевдо: «Орест», «Білий», «Богдан», «Олег») (26 січня 1911, Угнів, повіт Сокаль — 6 липня 1950, Варшава) — полковник УПА, діяч ОУН(б), командир Військової Округи «Сян».
Старший брат Тараса Онишкевича (обласного коменданта боївок СБ Львівщини).

## Життєпис
Мирослав Онишкевич народився 26 січня 1911 року в Угневі, на Львівщині. Після закінчення народної школи в Угневі навчався в мірничій школі в Ковлі. Вчився також в українській гімназії у Львові, яку не закінчив у зв'язку з хворобою.
У 1929—1931 роках навчався, був арештований польською поліцією та засуджений на один рік за співпрацю з ОУН. Після тюрми служив у польському війську, звідки знову потрапив на два роки до тюрми, звідки був звільнений з нагоди амністії після смерті Ю. Пілсудського в 1935 році. Онишкевич повернувся до Угнева, де працював в адвокатській канцелярії д-ра І. Козака. В 1936 році Мирослав Онишкевич одружився з Стефанією Зварич, а через рік пізніше народився їм син Володимир.

### Боротьба в лавах ОУН та УПА
Невдовзі Мирослав Онишкевич переїхав з родиною до Львова, де зайнявся веденням крамниці, а насправді весь свій час віддавав роботі в революційній ОУН. Якийсь час був співробітником націоналістичного просвітницького видавництва «Дешева книжка».
З початком війни взяв активну участь у похідних групах в центральні і східні області України, де перебував до 1943 року. Повернувшись назад в Угнівщину, взяв активну участь у формуванні Української Повстанчої Армії. Його було включено до першого військового штабу ОУН у Галичині. Він відповідав за організацію військових структур УПА в чотирьох округах Львівщини.
У січні 1944 р., після загострення українсько-польських стосунків на Волині Мирослава Онишкевича відряджено на Сокальщину та Равщину для вишколювання нових підрозділів УПА, в чому йому допомагав його рідний брат, сотник УПА Тарас Онишкевич («Галайда»).
В кінці квітня 1944 року був заступником командира 2-ї Воєнної Округи «Буг» Остапа Линди на псевдо «Ярема», зокрема в цей час саме Мирославу командир УПА-Захід Василь Сидор-Шелест підпорядкував новостворену й поповнену новобранцями сотню «Залізняка».
В 1944 році в бою з польськими партизанами його брат «Галайда» загинув.
Перед відходом німців командира «Ореста» перевели до Головного Військового Штабу УПА, де його застав прихід більшовиків.
Перехід німецько-радянської лінії фронту здійснив в липні 1944 року разом з сотнею «Залізняка».
З березня 1945 він перейшов на Закерзоння.
На початку березня 1945 року в Гуті-Любицькій мав особисту зустріч з командиром куреня «Месники» Іваном Шпонтаком, котрого повідомив про його призначення ще й командиром створеного 27-го тактичного відтинку «Бастіон».
З жовтня обійняв пост командира Військової Округи «Сян». Фактично він розпочав виконувати ці функції лише на початку грудня 1945 р. після зустрічі з провідником ОУН на Закерзонні Ярославом Старухом («Стягом»).
Виконуючи доручення Головної Команди УПА, командир Орест розвантажує терен, висилаючи відділи УПА на Захід і Схід. Сам, незважаючи на важку хворобу легенів та на щораз більший натиск червоних польських військ, залишається на рідних землях.
Після розпуску відділів УПА у листопаді 1947 р. проживав на Західних землях Польщі разом зі своїми краянами з Угнева, які були депортовані туди під час операції «Вісла», а потім переховувався в селі Тоновіще Вроцлавського воєводства.
У березні 1948 р. Онишкевич з одним вояком своєї охорони «Богданом» був арештований польською поліцією, а в травні 1950 р. Військовий районний суд у Варшаві засудив командира «Ореста» до найвищої міру — розстрілу.
Згідно з протоколом страчений 6 липня 1950 р. у в'язниці в Мокотові у Варшаві. Його тіло закопали в безіменній могилі, ймовірно, на військовому комунальному цвинтарі на варшавських Повонзках.
На судовому процесі у Варшаві Онишкевич сказав: 
| «Зачитаний акт мого засудження я зрозумів, до звинувачень признаюся повністю, але не вважаю себе винним, оскільки я виконував волю своїх патріотичних переконань і обов'язок українця, який боровся за створення Незалежної української держави. Радянський Союз і Польща – це вороги українського народу, і єдиним способом для створення власної Української держави була збройна боротьба...» |

## Пам'ять
У 2000 р. в Угневі на будинку, де народилися брати Онишкевичі, відбулося відкриття та освячення пам'ятної таблиці братам Онишкевичам, яку виконав скульптор П. Дзиндра.